# Christian Vind
Christian Vind (født i 4. februar 1969 i Køge) er en dansk billedkunstner. Christian Vind blev optaget på Det Kongelige Danske Kunstakademi 1997 og tog afgang 2003. Hans arbejde findes på flere museer såsom Museum Jorn, Silkeborg, Den Kongelige Kobberstiksamling, Statens Museum for Kunst og Kunsten - Museum for Moderne Kunst.
Christian Vind har flere udstillinger såsom TRYKTANKEN, Galleri Tom Christoffersen 2006, Tegn og underlige gerninger Silkeborg Kunstmuseum 2008 (14. februar – 24.maj), Tegn og underlige gerninger, Gl. Holtegaard, 2008 (5. juni – 10. august), EKSTRAKT, Galleri Tom Christoffersen, 2009, Arbejdsmark, Galleri Tom Christoffersen, 2012, Dr. Topic, Overgaden, Institut for samtidskunst, 2014. Han har endvidere flere kuratoriske projekter og kunstnerbøger bag sig udgivet på kunstneres eget forlag, Hvidpapirfeber. Christian Vind er ligeledes billedredaktør på tidsskriftet Hvedekorn.
I 2010 modtog Christian Vind Statens Kunstfond treårige arbejdsstipendie og modtog sammen med Claus Carstensen kunstkritikerprisen 2014 for udstillingen ”Cafe Dolly” på J.F. Willumsens Museum Udstillingen blev vist på Fort Lauderdale Museum of Art i en bearbejdet udgave, 2014.

### Udgivelser i udvalg
- ”Hvidpapirfeber”, Whitepaperfever, Hvidpapirfeber VOL. 1, (privattryk), 2004, (ISBN 87-988143-1-1)
- ”Christian Vind præsenterer; Bøf er stegt, EnveLOOPS and reSEND editions", Hvidpapirfeber VOL 2, (privattryk) 2005, (ISBN 87-988143-3-8)
- "Sauherad", Hvidpapirfeber, udgivet af Fund Sway/Space Poetry, 2006, (ISBN 87-7603-054-7)
- "Christian Vind, tegn og underlige gerninger - en Silkeborgfortolkning", Silkeborg Kunstmuseum/Gl. Holtegaard, 2008, (ISBN 978-87-92307-02-6)
- ”En samling arbejder af Richard Winther”, Hvidpapirfeber (privattryk) 2012, (ISBN 978-87-988143-4-4)
- "Arbejdsmark, en collage af 288 billeder", Hvidpapirfeber VOL 3., (privattryk), 2013, (ISBN 978-87-98814-36-8)
- "Ekstrakt", Hvidpapirfeber (privattryk), 2014, (ISBN 978-87-98814-37-5)
- "Rejsen til Norge", Hvidpapirfeber (privattryk), 2012 (ISBN 978-87-988143-5-1)
- "Glorup 04.04.2013", Hvidpapirfeber, udgivet af UMAGE i forbindelse med udstillingen Geist i Glorup i Glorup Park, 2013, (ISBN 978-87-996235-1-8)
- "Brev fra Sverige - Letter From Sweden", Skandinavien 1, Hvidpapirfeber/Urasuti Press, 2014 (ISBN 978-87-988143-2-0)

### I samarbejde med andre
- "Vind & Birkemose - korrespondance", i samarbejde med Jens Birkemose, København, udgivet i forbindelse med udstillinge "Korrespondance" hos Galleri Veggerby, 30 maj - 28 juni, 2008, udgivet af Galleri Veggerby (uden ISBN).
- "En rejse til Trieste - Logbog", i samarbejde med Claus Carstensen, Gyldendal, 2009, (ISBN 978-87-02-07429-1)